# CAN Calibration Protocol
El CAN Calibration Protocol (CCP) es un protocolo de red para la comunicación a través de bus CAN que se utiliza en automoción. Desarrollado originalmente por la ingeniería Helmut Kleinknecht, el CCP fue mejorado y estandarizado por un grupo de trabajo de la ASAM. Se emplea durante el desarrollo y test de centralitas electrónicas.